# Lee Thomas
Pas d'image ? Cliquez ici

a Compétitions nationales et continentales officielles uniquement.

Dernière mise à jour le 30 septembre 2011.
Lee Thomas, né le 2 juin 1984 à Cardiff (pays de Galles), est un joueur gallois de rugby à XV qui joue au poste de centre et parfois de demi d'ouverture.

## Palmarès
- Lyon OU
  - Vainqueur du Championnat de France de 2e division en 2011